# Девет месеци
Девет месеци (шп. Nueve lunas) аргентинска је теленовела, снимана током 1995. и 1996.
У Србији је премијерно приказивана 1997. на ТВ Политика. Исте године репризирана је на ТВ НС+, а затим и на другим локалним телевизијама.

## Синопсис
Лекарска ординација може бити место где ће људи чути најгоре вести, али исто тако у њој могу бити обасјани радошћу, када чују да ће постати родитељи. Управо једна таква просторија представља центар дешавања ове теленовеле која говори о двоје професионалаца - гинекологу и гинеколошкињи, који за своје пацијенте нису само стручњаци већ и пријатељи. Заједно са њима пролазе кроз проблеме нежељене тинејџерске трудноће, али и инцеста и сексуалног злостављања. С једне стране, посао Педра и Клаудије веома је стресан, док их са друге стране испуњава топлином и радошћу, јер њих двоје су они који доносе вести о новом животу иу свако доба су ту за будуће мајке, током девет месеци слатког ишчекивања.
И док свакодневно проводе време заједно у гинеколошкој ординацији, Клаудија и Педро почињу да осећају неодољиву привлачност и страст једно према другом. Иако се труде да професионални живот одвоје од приватног, њих двоје ће се наћи у вртлогу чежње коју неће моћи да контролишу…

## Улоге
| Глумац:         | Улога:         |
| --------------- | -------------- |
| Оскар Мартинез  | Педро Лаурети  |
| Сесилија Рот    | Клаудија Милер |
| Лидија Каталано |                |
| Маурис Ховет    |                |
| Гиги Руа        |                |
| Бој Олми        |                |
| Мартин Гианола  |                |